# Kongolo Amba
Kongolo Amba (ur. 24 czerwca 1973 w Kinszasie) – koszykarka z Demokratycznej Republiki Konga, olimpijka.
Wraz z reprezentacją narodową wystąpiła na Letnich Igrzyskach Olimpijskich 1996 w Atlancie. Wzięła udział w czterech spotkaniach z siedmiu, które rozegrała jej drużyna na tych igrzyskach. Amba zdobyła w nich 23 punkty. Dokonała także 15 zbiórek, 1 asysty, 11 fauli, 5 strat i 1 przechwytu. Jej drużyna uplasowała się na ostatnim 12. miejscu.